# Eupatrydzi
Eupatrydzi (gr. εὐπατρίδαι, eupatridai w l.p. εὐπατρίδης, eupatrídēs „z dobrego ojca” od εὖ, eu „dobry”, πατήρ, pater „ojciec” i -ίδης, -ides przyrostek oznaczający bycie synem) – ateńska arystokracja rodowa, szlachta, warstwa wielkich posiadaczy ziemskich.
Stopniowo przejęli całą władzę, gdy słabła monarchia i Ateny przekształcały się w arystokratyczną republikę. Byli oni naczelnikami rodów, z których składała się Rada Starszych — Areopag (odgrywała szczególne znaczenie w stanowieniu prawa i w sądownictwie). Z ich grona wybierano kolegium dziewięciu najwyższych urzędników – archontów. 
Solon doprowadził do osłabienia ich pozycji na rzecz nowej warstwy rzemieślniczo-kupieckiej. Reforma Klejstenesa w 508 p.n.e. ostatecznie pozbawiła eupatrydów znaczenia.